# Psammechinus miliaris
Psammechinus miliaris é uma espécie de ouriço-do-mar pertencente à família Parechinidae com distribuição natural nas zonas pouco profundas das águas costeiras do leste do Atlântico Norte.